# Cop d'estat búlgar de 1944
El Cop d'estat búlgar de 1944 també conegut com el cop d'estat del 9 de setembre va ser un cop d'estat  a Bulgària protagonitzat per el Front de la patria durant la Segona guerra mundial. El cop d'estat també va ser ajudat amb recursos i força militar de l'Unió soviètica.

## Antecedents
Durant la Segona Guerra Mundial, Bulgària tenia un govern feixista i era part de les forces de l'Eix. Un grup antifeixista, el Front de la Pàtria, es va formar amb 20.000 guerrillers i 200.000 simpatitzants. El 5 de setembre de 1944, l'Exèrcit Roig va declarar la guerra a Bulgària.
Mentrestant, els treballadors van realitzar diverses accions en suport a la insurrecció, incloent vagues generals i manifestacions a diferents ciutats. Els soldats es van negar a seguir ordres a l'Exèrcit.

## Cop d'estat
El 26 d'agost, el Front de la Pàtria va decidir iniciar una insurrecció general que va començar el 9 de setembre a Sofia. Es van dur a terme coordinacions, es van prendre presons, es van alliberar presos polítics i es va destituir l'administració col·laboracionista. El 18 de setembre, l'Exèrcit Roig va entrar a Sofia.
El Front de la Pàtria es va convertir en el nou govern i va declarar la guerra a l'Eix, unint-se als Aliats. Aquest nou govern va fer purgues de col·laboradors, va integrar guerrillers a l'exèrcit i va crear un Tribunal Popular per jutjar els crims del feixisme.
Al setembre de 1946, bulgaria es proclam república. A l'octubre d'aquest mateix any es van celebrar unes eleccions en què el Front de la Pàtria va obtenir el 71% dels vots i es va fundar la nova República Popular de Bulgària.